# 永淳戰鬥
永淳戰鬥發生於1924年4月15日－7月7日，地點則是在中國桂東南。是北洋政府時期內戰之一，交戰兩方為黃紹竑軍及龍雲軍，戰鬥過程中，黃紹雄受兩軍夾擊退至貴縣，後甲方回攻南寧擊敗滇軍，滇軍退回雲南。